# Отторженная возвратих

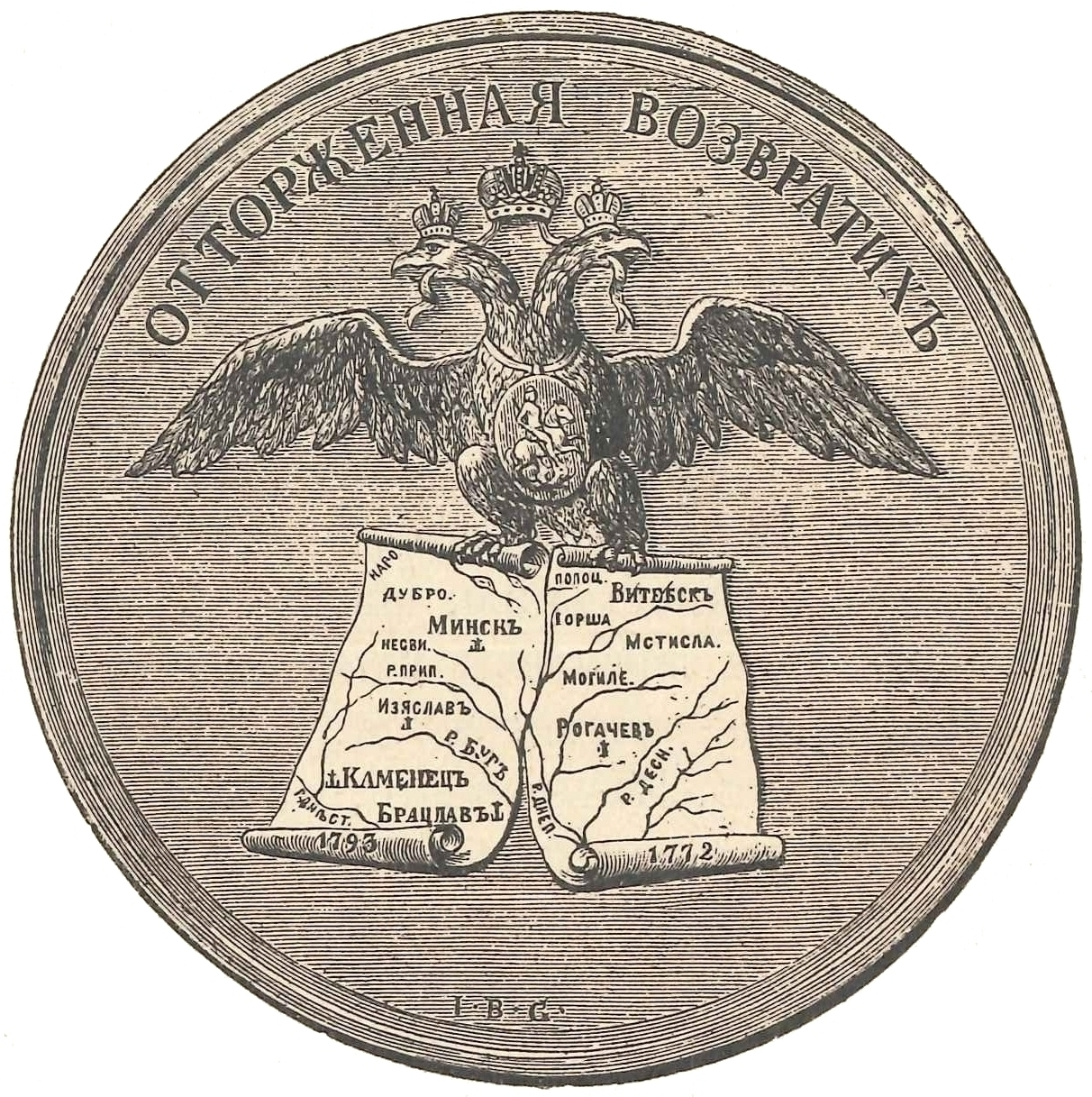
Медаль с изображением двуглавого орла, держащего карты земель, присоединённых в 1772 и 1793 годах

«Отторженная возвратих» (церк.-слав. Ѿто́рженнаѧ возврати́хъ — отторгнутое возвратила) — девиз времён российской императрицы Екатерины Великой, связанный с разделами Речи Посполитой и присоединением западнорусских земель к Российской империи.
В нём было отражено видение этих событий российской стороной как справедливое и легитимное возвращение в состав единого Русского государства отнятых земель Древней Руси. Присоединение к России западнорусских земель воспринималось в рамках государствообразующей концепции триединого русского народа и рассматривалось как продолжение векового процесса собирания русских земель. По-видимому, фраза отсылает к формулировке императрицы в «Манифесте по случаю присоединения к России губернии Изяславской, Брацлавской, Минской» 1793 года, где говорится, что раздел Речи Посполитой позволил России «возвратить ей древнее ее достояние, большею части единоверного с нами население, от предков наших до времени внутренних мятежей и внешних нашествий неправедно отторгнутое, (…) без выстрела присоединить».
Фраза на церковнославянском языке была выгравирована по приказу императрицы на памятных медалях, выдаваемых русским военным за заслуги по подавлению польских повстанцев. Кроме этого, она была высечена на памятнике Екатерине II в Вильне. По словам Михаила Кояловича, выбитое на медали по случаю разделов Польши «знаменитое выражение» отторженная возвратихъ есть вполне естественное и законное обозначение векового процесса между Россией и Польшей из-за Западной России, которую Россия всегда рассматривала как свою землю и всегда напоминала об этом Польше.
Примечательно, что после принятия Священным Синодом в 1839 году решения по присоединению Грекокатолической церкви к Русской православной церкви на специально отлитой памятной золотой медали было начертано: «Отторгнутые насилием (1596), воссоединены любовию (1839)» (1596 год отсылал к заключению Брестской церковной унии).